# Премијер лига Украјине у фудбалу
Премијер лига Украјине (укр. Прем'єр-ліга) је највише фудбалско такмичење у Украјини. Основана је по распаду СССР-а 1991. године као Виша лига, али је 2008. реформисана у ентитет са више аутономије и званично је променила назив у садашњи.
Такмичи се 16 екипа, по двоструком лига систему, по две утакмице свако са сваким (30 кола). На крају сезоне, две најслабије екипе испадају у Прву лигу (укр. Перша ліга), а замењују их најуспешније две екипе из те лиге. Уколико прве две екипе на крају сезоне имају исти број бодова, играју још једну утакмицу на неутралном терену. Победник осваја титулу првака. Први и једини пут до сада ово се догодило у сезони 2005/06. кад су се у таквој ситуацији нашли Шахтјор Доњецк и Динамо Кијев, када је после продужетака победио Шахтар са 2:1 и постао првак.
Тренутни првак Украјине је Динамо Кијев који је након пет сезона успео да скине са трона Шахтјор из Доњецка. Највише титула има Динамо Кијев, који је освојио 17 титула од настанка лиге. Таврија Симферопољ прва је освојила титулу првака, а након тога оне су одлазиле или у Кијев или у Доњецк. У све досадашње 33 сезоне наступали су само Динамо Кијев и Шахтјор Доњецк.
Украјина има 67 професионалних фудбалских клубова, од којих неки имају више од једне екипе. Неке као Динамо Кијев имају и аматерске екипе које се такмиче у нижим лигама.

## Формат
Клубови играју по две утакмице; једну код куће, једну у гостима. Првенство почиње средином јула, а завршава средином јуна идуће године. После 15 утакмица (кола) започиње зимска пауза која траје од почетка децембра до почетка марта. Зимска пауза је тако, дужа од летње, што није необично с обзиром на оштре украјинске зиме.
Прво првенство 1992. трајало је само пола године. То је било зато што је последње првенство СССР-а завршило у јесен 1991, и уместо да се Премијер ига игра као Совјетска, од пролећа до јесени, играло се од јесени до пролећа. Учествовало је 20 екипа подељених у две групе. Играло се свако са сваким 2 пута, а победници група су играли за првака. ФК Таврија је тада победила ФК Динамо Кијев. Број екипа по сезонама се мењао од 14, 16 до 18.

## Клубови у сезони 2018/19.
- Арсенал Кијев
- Ворскла Полтава
- Десна Чернигов
- Динамо Кијев
- Зорја Луганск
- Карпати Лавов
- Лавов
- Маријупољ
- Олександрија
- Олимпик Доњецк
- Черноморец Одеса
- Шахтар

## Резултати по сезонама
| Сезона   | Првак                 | Други                    | Трећи                    | Најбољи стрелац              | Бр. голова |
| -------- | --------------------- | ------------------------ | ------------------------ | ---------------------------- | ---------- |
| 1992.    | ФК Таврија Симферопољ | ФК Динамо Кијев          | ФК Дњепар Дњепропетровск | Јуриј Худименко              | 12         |
| 1992/93. | ФК Динамо Кијев       | ФК Дњепар Дњепропетровск | ФК Черноморец Одеса      | Сергиј Гусјев                | 17         |
| 1993/94. | ФК Динамо Кијев       | ФК Шахтар Доњецк         | ФК Черноморец Одеса      | Тимерлан Хусеинов            | 18         |
| 1994/95. | ФК Динамо Кијев       | ФК Черноморец Одеса      | ФК Дњепар Дњепропетровск | Арсен Аваков                 | 21         |
| 1995/96. | ФК Динамо Кијев       | ФК Черноморец Одеса      | ФК Дњепар Дњепропетровск | Тимерлан Хусеинов            | 20         |
| 1996/97. | ФК Динамо Кијев       | ФК Шахтар Доњецк         | ФК Ворскла Полтава       | Олег Матвејев                | 21         |
| 1997/98. | ФК Динамо Кијев       | ФК Шахтар Доњецк         | ФК Карпати Лавов         | Сергеј Ребров                | 22         |
| 1998/99. | ФК Динамо Кијев       | ФК Шахтар Доњецк         | ФК Кривбас               | Андреј Шевченко              | 18         |
| 1999/00. | ФК Динамо Кијев       | ФК Шахтар Доњецк         | ФК Кривбас Криви Рог     | Максим Шацких                | 20         |
| 2000/01. | ФК Динамо Кијев       | ФК Шахтар Доњецк         | ФК Дњепар Дњепропетровск | Андреј Воробеј               | 21         |
| 2001/02. | ФК Шахтар Доњецк      | ФК Динамо Кијев          | ФК Металург Доњецк       | Сергиј Шишћенко              | 12         |
| 2002/03. | ФК Динамо Кијев       | ФК Шахтар Доњецк         | ФК Металург Доњецк       | Максим Шацких                | 22         |
| 2003/04. | ФК Динамо Кијев       | ФК Шахтар Доњецк         | ФК Дњепар Дњепропетровск | Георги Деметрадзе            | 18         |
| 2004/05. | ФК Шахтар Доњецк      | ФК Динамо Кијев          | ФК Металург Доњецк       | Александар Косирин           | 14         |
| 2005/06. | ФК Шахтар Доњецк      | ФК Динамо Кијев          | ФК Черноморец Одеса      | Брандао Емануел Окодува      | 15         |
| 2006/07. | ФК Динамо Кијев       | ФК Шахтар Доњецк         | ФК Металист Харков       | Александар Хладки            | 13         |
| 2007/08. | ФК Шахтар Доњецк      | ФК Динамо Кијев          | ФК Металист Харков       | Марко Девић                  | 19         |
| 2008/09. | ФК Динамо Кијев       | ФК Шахтар Доњецк         | ФК Металист Харков       | Александр Ковпак             | 17         |
| 2009/10. | ФК Шахтар Доњецк      | ФК Динамо Кијев          | ФК Металист Харков       | Артем Милевски               | 17         |
| 2010/11. | ФК Шахтар Доњецк      | ФК Динамо Кијев          | ФК Металист Харков       | Јевгениј Селезњов            | 17         |
| 2011/12. | ФК Шахтар Доњецк      | ФК Динамо Кијев          | ФК Металист Харков       | Јевгениј Селезњов Маикон     | 14         |
| 2012/13. | ФК Шахтар Доњецк      | ФК Металист Харков       | ФК Динамо Кијев          | Хенрих Мхитарјан             | 25         |
| 2013/14. | ФК Шахтар Доњецк      | ФК Дњепар Дњепропетровск | ФК Металист Харков       | Луиз Адријано                | 20         |
| 2014/15. | ФК Динамо Кијев       | ФК Шахтар Доњецк         | ФК Дњепар Дњепропетровск | Алекс Теишеира Ерик Бикфалви | 17         |
| 2015/16. | ФК Динамо Кијев       | ФК Шахтар Доњецк         | ФК Дњепар Дњепропетровск | Алекс Теишеира               | 22         |
| 2016/17. | ФК Шахтар Доњецк      | ФК Динамо Кијев          | ФК Зорја Луганск         | Андриј Јармоленко            | 15         |
| 2017/18. | ФК Шахтар Доњецк      | ФК Динамо Кијев          | ФК Ворскла Полтава       | Факундо Фереира              | 21         |
| 2018/19. | ФК Шахтар Доњецк      | ФК Динамо Кијев          | ФК Олександрија          | Жуниор Мораеш                | 19         |
| 2019/20. | ФК Шахтар Доњецк      | ФК Динамо Кијев          | ФК Зорја Луганск         | Жуниор Мораеш                | 20         |
| 2020/21. | ФК Динамо Кијев       | ФК Шахтар Доњецк         | ФК Зорја Луганск         | Владислав Кулач              | 15         |
| 2021/22. | ФК Шахтар Доњецк      | ФК Динамо Кијев          | ФК Зорја Луганск         | Артем Довбик                 | 14         |
| 2022/23. | ФК Шахтар Доњецк      | ФК Дњепар-1              | ФК Зорја Луганск         | Артем Довбик                 | 24         |
| 2023/24. | ФК Шахтар Доњецк      | ФК Динамо Кијев          | ФК Кривбас Криви Рог     | Владислав Ванат              | 18         |
| 2024/25. | ФК Динамо Кијев       | ФК Олександрија          | ФК Шахтар Доњецк         | Владислав Ванат              |            |

## Успешност клубова
| Клуб                  | Број титула | Друго место | Треће место | Година титуле |
| --------------------- | ----------- | ----------- | ----------- | --- |
| Динамо Кијев          | 17          | 14          | 1           | 1992/93, 1993/94, 1994/95, 1995/96, 1996/97, 1997/98, 1998/99, 1999/00, 2000/01, 2002/03, 2003/04, 2006/07, 2008/09, 2014/15, 2015/16, 2020/21, 2024/25 |
| Шахтар Доњецк         | 15          | 13          | 1           | 2001/02, 2004/05, 2005/06, 2007/08, 2009/10, 2010/11, 2011/12, 2012/13, 2013/14, 2016/17, 2017/18, 2018/19, 2019/20, 2022/23, 2023/24                   |
| Таврија Симферопољ    | 1           | –           | –           | 1992 |
| Дњепар Дњепарпетровск | –           | 2           | 7           | |
| Черноморец Одеса      | –           | 2           | 3           | |
| Металист Харков       | –           | 1           | 6           | |
| Олександрија          | –           | 1           | 1           | |
| Дњепар-1              | –           | 1           | –           | |
| Зорја Луганск         | –           | –           | 4           | |
| Металург Доњецк       | –           | –           | 3           | |
| Кривбас Криви Рог     | –           | –           | 2           | |
| Ворскла Полтава       | –           | –           | 2           | |
| Карпати Лавов         | –           | –           | 1           | |

- Клубови у курзиву више не постоје.

## УЕФА ранг листа
Од 21. маја 2018.
| Тренутна позиција | Кретање    | Позиција претходне сезоне | Лига                   | Коефицијент |
| ----------------- | ---------- | ------------------------- | ---------------------- | ----------- |
| 6                 | Стагнација | (6)                       | Премијер лига Русије   | 53,382      |
| 7                 | Стагнација | (7)                       | Прва лига Португалије  | 47,248      |
| 8                 | Стагнација | (8)                       | Премијер лига Украјине | 41,133      |
| 9                 | Стагнација | (9)                       | Јупилер про лига       | 38.500      |
| 10                | Стагнација | (10)                      | Суперлига Турске       | 35.800      |